# JR九州商事
JR九州商事株式会社（ジェイアールきゅうしゅうしょうじ、英: JR Kyushu Trading Co.,Ltd.）は福岡県福岡市博多区に本社を置く商社。九州旅客鉄道（JR九州）の子会社。

## 概要
主な事業は、鉄道や土木・建築資材の販売、JR九州の商品開発及び販売、インターネット販売、貨物自動車運送事業（北九州営業所のみ）などである。

## 主な事業所
- 本社 - 福岡県福岡市博多区
- 北九州支店 - 北九州市小倉北区浅野
- 大分支店 - 大分市要町
- 熊本支店 - 熊本市西区春日
- 鹿児島支店 - 鹿児島市武
- 北九州営業所 - 北九州市小倉北区赤坂

## 沿革
- 1976年（昭和51年） - 九鉄用品事業株式会社として設立。
- 1991年（平成3年）9月2日 - 株式会社ジェイアール九州物流に社名変更[3]。
- 2000年（平成12年）4月 - ジェイアール九州商事株式会社に社名変更。
- 2012年（平成24年）7月1日 - JR九州商事株式会社に社名変更（アルファベット表記）。